# Ixos
Ixos är ett fågelsläkte i familjen bulbyler inom ordningen tättingar. Det omfattar fem arter med utbredning från östra Himalaya till Stora Sundaöarna:
- Vitstreckad bulbyl (I. leucogrammicus) – tidigare i Pycnonotus
- Sumatrabulbyl (I. sumatranus)
- Javabulbyl (I. virescens)
- Grönryggig bulbyl (I. malaccensis)
- Bergbulbyl (I. mcclellandii)